# 城戸光子
城戸 光子（きど みつこ、1952年 - 2005年1月）は、日本の舞台演出家、小説家。

## 経歴・人物
福岡県生まれ。西南学院大学文学部中退。串田和美主宰のオンシアター自由劇場、永井愛主宰の二兎社に演出助手として参加したのち、フリーの舞台演出助手として活動。1994年（平成6年）、「青猫屋」で第8回日本ファンタジーノベル大賞優秀賞を受賞する（同時受賞は葉月堅「アイランド」）。1996年（平成8年）、同作が新潮社から刊行され、小説家デビューを果たす。